# Borsányi Balázs
P. Borsányi Balázs OFM (Szany, 1890. november 13. – Lima, 1964. szeptember 4.) ferences rendi áldozópap, házfőnök, hitszónok, lapszerkesztő, perui misszionárius, aki jelentős szerepet játszott az ottani magyar közösség egyben tartásában.

## Életpályája
A Sopron megyei Szanyban született temerini (Bácska) származású Borsányi István vármegyei tisztviselő (csendőr) és a győrszentmártoni születésű Pleskó Julianna gyermekeként. Felszentelését követően szolgált többek között Kaplonyban, Budapesten, Kecskeméten, Egerben, Szolnokon, Baján, Szegeden, Szigetváron és Hatvanban.
Az 1910-es években a Tolnamegyei Közlöny munkatársa volt: cikkeket, tárcákat írt a lapba. Később lelkes támogatója volt a Magyar Terciárius Szövetség megalapításának: havilapjukat, a Terciárius Közlönyt, majd a belőle később létrehozott Ferences Közlönyt több évfolyamon át szerkesztette. Ugyancsak szerkesztői feladatokat látott el a buda-országúti ferencrendi egyházközség hivatalos lapjánál, a Plébániánknál is.
Szívélyes, mély barátságot ápolt József Ferenc főherceggel, aki lelki atyjává fogadta őt.

### A perui misszió
P. Borsányi 1950-ben érkezett Peruba az akkori érsek és prímás, Juan Guevara meghívására, aki Mindszenty József révén erősen szimpatizált a magyarsággal. Missziós tevékenységét nagy elszántsággal végezte: működésének csaknem tizenöt évében szinte az egész országot bejárta a magyar kolónia lelkigondozásának érdekében.
Hatásköre a magyarbarát kardinális halálát követően (1955) viszont jelentősen leszűkült: az utód, a nacionalistább érzelmű Juan Landázuri Ricketts érsek tudatosan megnehezítette a pasztorációs és szervezői munkát. Nemzeti plébániák felállításáról így nem lehetett szó, sőt még vallásos társulatok engedélyezéséről sem, ezért az önálló magyar egyházközség nem tudott kialakulni. Ezen hiányok áthidalására hozta létre a Mindszenty Mozgalmat, amely által korlátozottabb módon ugyan, de folytatni tudta a megkezdett munkát. A program égisze alatt szerkesztette a Lelkészi Értesítőt, valamint Magyarországot ismertető előadásokat, könyvterjesztést is szervezett. A Perui Magyar Kultúrkörben tiszteletbeli, a Limai Magyar Rádióbizottságban pedig rendes tagsága volt.
A feszített tempójú munka felőrölte az egészségét, 1964. szeptember 4-én elhunyt. Búcsúztatóján Limában nagy számban vettek részt, ahol beszédet mondott a perui magyar kultúrkör elnöke és az emigránsok nemzeti igazgatója is.